# Noma Dumezweni
Noma Dumezweni (Suazilandia, 28 de julio de 1969) es una actriz británica. En 2006 ganó el Premio Laurence Olivier por su papel en la obra de teatro A Raisin in the Sun. Interpretó el papel de Hermione Granger en las series originales de Teatros del West End y Broadway de Harry Potter y el legado maldito que le valió un segundo premio Laurence Olivier y una nominación a los Premios Tony. 

## Trayectoria
Nació en Suazilandia de padres sudafricanos, Dumezweni vivió en Botsuana, Kenia y Uganda. Llegó a Inglaterra como refugiada el 17 de mayo de 1977 con su hermana y su madre. Vivió en Felixstowe, Suffolk y, posteriormente, se trasladó a Londres. Tiene una hija, Qeiva, que nació en 2007.
Su trabajo en teatro incluye: President of an Empty Room y The Hour We Knew Nothing of Each Other, en el Teatro Nacional de Londres; Breakfast with Mugabe, Antonio y Cleopatra y Mucho ruido y pocas nueces para el Royal Shakespeare Company; A Raisin in the Sun para el teatro Young Vic en el Lyric Hammersmith de Londres, (por el que ganó su premio Laurence Olivier a la mejor actuación en un papel secundario); El sueño de una noche de verano, El maestro y Margarita, Nathan el Sabio y The Coffee House en el Chichester Festival Theatre, Seis personajes en busca de autor en la producción de Chichester Festival en el Teatro Gielgud y The Bogus Woman en el Traverse Theatre y en el Bush Theatre.
Durante la primavera de 2009, Dumezweni apareció en la obra Cuento de invierno de la Royal Shakespeare Company. Entre 2013 y 2014, trabajó en A Human Being Died That Night en el Teatro Fugard en Ciudad del Cabo, en el Market Theatre de Johannesburgo, trasladado más tarde al Hampstead Theatre de Londres.
Protagonizó la obra Linda en el Royal Court Theatre de Londres en noviembre de 2015, asumiendo el papel que dejó vacante Kim Cattrall unos días antes del pase de prensa. El principal crítico de teatro del periódico The Daily Telegraph, Dominic Cavendish, calificó la producción con cinco estrellas y escribió: "Si pueden embotellar y producir en masa lo que sea que Noma Dumezweni tenga, entonces, por favor, quiero pedir un suministro de por vida."
En diciembre de 2015 se anunció que Dumezweni sería Hermione Granger en Harry Potter y el legado maldito. En el anuncio, la crítico de teatro Kate Maltby la describió como "una actriz que continuamente se involucra y se entusiasma." La elección de Dumezweni siendo negra como Hermione provocó una ferviente discusión, a la que J. K. Rowling respondió que nunca se había especificado que la piel de Hermione fuera blanca. Debido a su papel, Dumezweni fue incluida como una de las 100 Mujeres de 2018 más influyentes de la BBC. Repitió su papel en Broadway en el Lyric Theatre en 2018.

## Filmografía
| Año       | Título                           | Formato      | Papel                    | Notas                                |
| --------- | -------------------------------- | ------------ | ------------------------ | ------------------------------------ |
| 2001      | Macbeth                          | TV film      | Bruja                    |                                      |
| 2002      | Dirty Pretty Things              | Película     | Celia                    |                                      |
| 2003      | Holby City                       | TV series    | Hannah Keelan            | Episodio: "The One You Love: Part 2" |
| 2005      | Silent Witness                   | TV series    | DS Erin Jacobs           | 2 episodios                          |
| 2005      | The Bill                         | TV series    | Building Society Manager | Episodio: "403"                      |
| 2006      | Mysterious Creatures             | TV film      | Chanelle Pinkerton       |                                      |
| 2006      | Holby City                       | TV series    | Hesta Mukaka             | Episodio: "Fly Me to the Moon"       |
| 2006      | After Thomas                     | TV film      | Paula Murray             |                                      |
| 2007      | Shameless                        | TV series    | Mrs. Newman              | Episodio: "4.5"                      |
| 2007      | The Grey Man                     | TV film      | Sargento                 |                                      |
| 2007      | Fallen Angel                     | TV series    | Carla                    | Episodio: "The Four Last Things"     |
| 2007      | New Tricks                       | TV series    | Sophie Oyekambi          | Episodio: "Casualty"                 |
| 2007      | EastEnders                       | TV series    | D.C. Wright              | Episodio: "17 August 2007"           |
| 2008      | The Last Enemy                   | TV series    | Valerie                  | Episodio: "1.1"                      |
| 2008      | The Colour of Magic              | TV film      | Marquesa                 |                                      |
| 2008      | Fallout                          | TV film      | Joyce Abena              |                                      |
| 2008      | The Escort                       | Cortometraje | Mrs. Williams            |                                      |
| 2008–2009 | Doctor Who                       | TV series    | Captain Erisa Magambo    | 2 episodios                          |
| 2012      | Casualty                         | TV series    | Marsha Chilcot           | 2 episodios                          |
| 2012      | Teeth                            | Cortometraje | Mrs. Taylor              |                                      |
| 2012      | Magpie Sings the Blues           | Cortometraje | Dr. Marcia Hammond       |                                      |
| 2013      | Frankie                          | TV series    | Angie Rascoe             | 6 episodios                          |
| 2015      | Midsomer Murders                 | TV series    | Ailsa Probert            | Episodio: "Murder by Magic"          |
| 2015      | Capital                          | TV series    | Greaves                  | 2 episodios                          |
| 2015      | Casualty                         | TV series    | Susan Blossom            | Episodio: "Maybe This Year"          |
| 2015      | Noma: Forgiving Apartheid        | Documental   | Noma Dumezweni           |                                      |
| 2017      | Philip K. Dick's Electric Dreams | TV series    | Senior Agent Okhile      | Episodio: "The Hood Maker"           |
| 2018      | Black Earth Rising               | TV series    | Alice Munezero           |                                      |
| 2018      | El regreso de Mary Poppins       | Película     | Miss Penny Farthing      |                                      |
| 2019      | The Kid Who Would Be King        | Película     | Mrs. Lee                 |                                      |
| 2019      | El niño que domó el viento       | Película     | Edith Sikelo             |                                      |
| 2020      | Made for Love                    | TV series    | Fiffany                  | Main cast                            |
| 2022      | The Watcher                      | TV Series    | Theodora Birch           |                                      |
| 2023      | La sirenita                      | Película     | Reina Selina             |                                      |
| 2023      | Retribution                      | Película     | Angela Brickman          |                                      |
| 2024      | The Friend                       | Película     | Barbara                  |                                      |

### Radio
En radio, ha participado en Jambula Tree, Seven Wonders of the Divided World, From Fact to Fiction, From Freedom to the Future, Handprint, Jane's Story, Sagila, Shylock, The Farming of Bones, The No. 1 Ladies Detective Agency, Lhe Seven Ages of Car, The Bogus Woman and Breakfast with Mugabe.